# Chestnut Ridge
Chestnut Ridge és una població dels Estats Units a l'estat de Nova York. Segons el cens del 2000 tenia 7.829 habitants.

## Demografia
Segons el cens del 2000, Chestnut Ridge tenia 7.829 habitants, 2.551 habitatges, i 2.107 famílies. La densitat de població era de 611,9 habitants/km².
Dels 2.551 habitatges en un 32,3% hi vivien nens de menys de 18 anys, en un 72,2% hi vivien parelles casades, en un 7,3% dones solteres, i en un 17,4% no eren unitats familiars. En el 13,6% dels habitatges hi vivien persones soles el 6,6% de les quals corresponia a persones de 65 anys o més que vivien soles. El nombre mitjà de persones vivint en cada habitatge era de 2,87 i el nombre mitjà de persones que vivien en cada família era de 3,12.
Per edats la població es repartia de la següent manera: un 22,7% tenia menys de 18 anys, un 5,8% entre 18 i 24, un 27% entre 25 i 44, un 29,1% de 45 a 60 i un 15,4% 65 anys o més.
L'edat mediana era de 42 anys. Per cada 100 dones de 18 o més anys hi havia 89,2 homes.
La renda mediana per habitatge era de 86.468 $ i la renda mediana per família de 95.551 $. Els homes tenien una renda mediana de 57.420 $ mentre que les dones 43.548 $. La renda per capita de la població era de 33.227 $. Entorn del 0,9% de les famílies i el 3,5% de la població estaven per davall del llindar de pobresa.